# جمع العملات الورقية
جمع العملات الورقية هي هواية تتضمن جمع الأوراق النقدية والأوراق المالية الأخرى، مثل الشيكات، السندات، والأوراق التذكارية، بهدف الدراسة، التقدير الفني، أو الاستثمار. تُعتبر هذه الهواية فرعًا من فروع علم العملات (Numismatics)، وهي تختلف عن جمع العملات المعدنية، حيث تركز على الأوراق النقدية التي تُصدرها الحكومات أو البنوك المركزية. تُعد هواية جمع العملات الورقية نشاطًا عالميًا يجذب هواة من مختلف الأعمار والثقافات، حيث يجمعون بين الاهتمام بالتاريخ، الفن، والاقتصاد.

## تاريخ
بدأت هواية جمع العملات الورقية بالانتشار في القرن العشرين، مع زيادة إصدار الأوراق النقدية كوسيلة دفع رسمية في معظم الدول. في البداية، كانت الأوراق النقدية تُصنع من مواد بسيطة مثل القطن أو الكتان، ومع الوقت تطورت لتشمل مواد بوليمرية متينة. مع انتشار الأوراق النقدية، بدأ الهواة في جمعها لأسباب تتعلق بقيمتها التاريخية، تصميماتها الفنية، أو ندرتها.خلال فترات الأزمات الاقتصادية، مثل الكساد الكبير في الثلاثينيات، احتفظت الأوراق النقدية بقيمتها كأصول ملموسة، مما شجع على جمعها كشكل من أشكال الاستثمار. في العقود الأخيرة، ساهم انتشار الإنترنت والمزادات الإلكترونية في زيادة شعبية هذه الهواية، حيث أصبح من السهل على الهواة تبادل الأوراق النقدية وشرائها من جميع أنحاء العالم.
عادةً ما تُقيَّم الأوراق النقدية وفقًا لمقياس وصفي يتضمن درجات متعددة. تختلف هذه الدرجات إلى حد ما بين الدول، ومع مرور الوقت أضيفت درجات جديدة. الدرجات التي حددتها الجمعية الدولية للأوراق النقدية (IBNS) هي كما يلي:
درجات الأوراق النقدية:
- غير متداولة (UNC - Uncirculated): ورقة نقدية زاهية اللون، لم تُستخدم إطلاقًا، ولا يوجد بها أي طيّات أو تجاعيد أو قصّات أو بقع أو زوايا مثنية.
- شبه غير متداولة (AU - About Uncirculated): ورقة زاهية مع ضرر طفيف جداً نتيجة التعامل، مثل طية خفيفة في المنتصف (وليست تجعيدة حقيقية تؤثر على ألياف الورقة)، ولا توجد زوايا مثنية.
- بالغة الجودة (XF أو EF - Extremely Fine): تحتوي على تجعيدة واحدة أو حتى ثلاث طيات خفيفة. الورقة لا تزال زاهية وجذابة، ويُسمح ببعض التآكل الطفيف في الزوايا.
- جيدة جدًا (VF - Very Fine): لا تزال الورقة جذابة ولكن قد تظهر عليها بعض الأوساخ أو التلطيخ، وقد تحتوي على عدة طيات أفقية أو رأسية. الورقة لا تزال صلبة نسبيًا، دون تمزقات ولكن قد يظهر بعض التآكل في الأطراف والزوايا.
- جيدة (F - Fine): الورقة بدأت تفقد صلابتها، مع تآكل ملحوظ نتيجة التداول. قد تحتوي على تمزقات طفيفة لا تصل إلى التصميم. مظهرها واضح لكن غير زاهٍ. وجود ثقوب من دبابيس مسموح، لكن ليس بسبب الطي.
- جيدة جدًا ولكن متآكلة (VG - Very Good): الورقة متآكلة بشدة، أصبحت رخوة، وقد تتواجد تمزقات تصل إلى التصميم، أو بقع، أو تغير في اللون. وجود ثقب في المنتصف بسبب الطي ممكن. لا تزال صالحة للعرض.
- مقبولة (G - Good): الورقة متآكلة أكثر من VG، وقد تحتوي على كتابات (خربشات). قد تفقد أجزاء صغيرة منها.
- رديئة (Fair): تفقد أجزاء أكبر من الورقة مقارنة بـ G، ويكون الجزء السليم من الورقة أقل.
- سيئة للغاية (Poor): بها أضرار جسيمة مثل التمزقات، البقع، الأجزاء المفقودة، الكتابات، أو الثقوب. قد تكون ملصقة بشريط لاصق. أسوأ حالة ممكنة.

وجامعو الأوراق النقدية عادةً ما يفضلون الأوراق غير المتداولة، وتكون أسعارها أعلى بكثير. الورقة في حالة UNC قد تُباع بما يصل إلى 10 أضعاف سعر نفس الورقة في حالة VG، و3 أضعاف سعرها في حالة VF. أما الفروق بين Gem UNC وUNC فقد تكون كبيرة أيضًا.
والأوراق الأقل من VF:تُعتبر غير مرغوبة في المجموعات، ويتم شراؤها فقط عند عدم توفر نسخ أفضل بسبب ندرتها أو ارتفاع سعرها. أما الأوراق الشائعة في هذه الحالات السيئة فهي لا تُباع بأكثر من قيمتها الاسمية.